# São Joaninho (Santa Comba Dão)
São Joaninho é uma povoação portuguesa sede da Freguesia de São Joaninho do Município de Santa Comba Dão, freguesia com 8,66 km² de área e 1014 habitantes (censo de 2021), tendo, por isso, uma densidade populacional de 117,1 hab./km².

## Demografia
A população registada nos censos foi:
| Distribuição da População por Grupos Etários | Distribuição da População por Grupos Etários | Distribuição da População por Grupos Etários | Distribuição da População por Grupos Etários | Distribuição da População por Grupos Etários |
| -------------------------------------------- | -------------------------------------------- | -------------------------------------------- | -------------------------------------------- | -------------------------------------------- |
| Ano                                          | 0-14 Anos                                    | 15-24 Anos                                   | 25-64 Anos                                   | > 65 Anos                                    |
| 2001                                         | 177                                          | 166                                          | 592                                          | 249                                          |
| 2011                                         | 132                                          | 103                                          | 546                                          | 294                                          |
| 2021                                         | 88                                           | 89                                           | 470                                          | 367                                          |

## História
Terra antiquíssima, com referências em documentos do período do Visigótico, publicados nos Portugaliae Monumenta Histórica, Diplomata et Chartae. São duas cartas de doação do século X.
Uma de 974, assinada pelo senhor desta região Oveco Garcia:
“Eu, servo de Deus, Oveco Garcia (…), no são espírito e bom conselho, de mente perfeita e vontade de paz (…), por documento escrito (…), ofereço (ao Mosteiro de Lorvão), para remédio da minha alma e dos meus parentes defuntos, em primeiro lugar a "villa" (propriedade agrícola) de Santa Comba com seus vilares, as suas igrejas, os lugares com seus termos antigos, vinhas, pomares, hortos, quintas, águas, cursos de água para os moinhos (…). O limite da referida "villa" e seus casais passa pela "arca" (anta ou sepultura) que está no campo junto do "fontano" (ribeiro) entre "Sancto Johanne" (São João = São Joaninho) e vai pela lomba que divide o termo de "Trexete" (Treixedo) onde passa a "via antiqua"  (estrada romana), e depois pelos montes, pelas pedras "fictiles" (fixadas), que separam a "villa Genestosa" (Gestosa) (…), descendo em ladeira até ao rio "Adon" (Dão), e da outra parte para o lado norte pelos montes e arcas antigas e pedras "sicilatas" (marcadas) que delimitam a "villa Alvarin" (Alvarim), e vai descendo em ladeira até ao rio "Crinis" (Criz), e conclui no pequeno mosteiro de São Jorge, e daí pelo rio Criz até à foz do rio Dão. Isto é a metade que concedo de tudo o que apontei.” (Documento CXIV, Portugaliae Monumenta Historica, Diplomate et Chartae, página 72).
Outra de 985, assinada pelo poderoso senhor Mónio Gonçalves:
“Eu, Mónio Gonçalves (…) dou e ofereço (ao Mosteiro de Lorvão), metade da minha "villa" (propriedade agrícola), que se chama Santa Comba (…) e confina com a "villa" de Alvarim e por montes, leiras e "terminos fortes" (marcos de granito) (…) até ao Criz, com o Mosteiro de São Jorge e do outro lado com São João (São Joaninho), "per illo fontano" (por aquele ribeiro) continua pelos montes, confrontando com a "villa" de Treixedo, por lugares e termos antigos, até ao rio Dão (…).” (Documento CXLVII, Portugaliae Monumenta Historica, Diplomate et Chartae, página 92).
Podemos sem dúvida falar de uma presença cristã nesta área geográfica, antes do século X, já que são referidas terras com nomes de santos, doações de bens com fins espirituais, lugares de culto (igrejas), edificações para a permanência de monges que cultivavam e ensinavam a cultivar a terra (mosteiro de São Jorge, junto da ponte sobre o Criz, que liga São Joaninho a Riomilheiro).
Como podemos constatar, quando os referidos documentos descrevem os limites territoriais da "villa" agrícola de Santa Comba, falam de vários lugares (Alvarim, São João, Treixedo, Gestosa, Santa Comba, ainda sem "Dão"), prova de que a toponímia estava já então perfeitamente definida.
A imagem do padroeiro de São João, que ainda hoje é S. João Baptista, seria inicialmente bastante pequena, pelo que o povo terá começado a chamá-la "imagem de S. Joaninho", nome que aparece atribuído, pela primeira vez, à própria terra, num códice de 1220, onde são referidas as igrejas da diocese de Coimbra.
Num catálogo das Igrejas de Portugal dos anos 1320 e 1321, no reinado de D. Dinis, aí aparece S. Joaninho, que pagou cinquenta libras, para a guerra contra os Mouros.
Conhecem-se documentos de S. Joaninho do reinado de D. Manuel, e um deles, de 1517, faz-nos saber que Lopo Fernandes, morador na aldeia, era o escrivão dos órfãos do concelho.
Muito interessantes são as "Memórias Paroquiais de 1758", onde se diz que a população da freguesia rondaria então as 850 pessoas, e que havia "cinco moradores no lugar de Pedraires, que suposto tem muitos mais, são da freguesia do Couto, porque partem estas duas freguesias pelo dito lugar de Pedraires". A descrição da procissão de S. Lourenço é cheia de colorido: "Faz-se pelas ruas deste lugar, e a imagem do Santo vai em uma charola ricamente ornada, e muitos guiões e cruzes, e as ruas por onde passa a procissão muito bem compostas com seus arcos e flores e ervas olorosas".
A freguesia de S. Joaninho fez parte do concelho do Couto de Mosteiro até à sua extinção, em 1836, e da comarca de Tondela. Depois, foi integrada no concelho e comarca actuais. Em 1881, passou da diocese de Coimbra, para a diocese de Viseu.
O património cultural e arquitectónico mostra-se pelas várias povoações. Existem lagaretas do período luso-romano, pequenos lagares com uso ainda do século XVI ou XVII, mas a fachada da igreja paroquial apresenta um estilo neoclássico; a capela de Nossa Senhora de Lurdes; os solares do Oitão e dos Picanços (Vila Pouca) – com brasão; a capela de S. Sebastião e cruzeiro, em Vila Pouca, e a capela de S. Estêvão, em Casal Bom. Durante o ano, realizam-se várias festas e romarias: S. João em 24 de Junho, S. Lourenço a 10 de Agosto, S. Sebastião a 20 de Janeiro e Santo Estêvão em 26 de Dezembro.
O lugar de S. Jorge, junto ao rio Criz, tem valor de interesse turístico, cinegético e piscatório.
A população tem ao seu dispor vários equipamentos: infantário, escola primária, apoio a idosos (lar de idosos) e espaços desportivos como o Polidesportivo coberto e um campo de futebol de 11. Quanto à gastronomia, gosta de oferecer a chanfana de borrego e leitão assado. Desenvolve-se a agricultura, a avicultura, a silvicultura, a transformação da madeira, a construção civil e o comércio. Como actividade artesanal, a tanoaria de carvalho e castanho.
Fazem parte da freguesia de São Joaninho várias aldeias: Vila Pouca, Casal Bom, Pedraires, Lapa, Real, Relvas e São Jorge.

## Património
- Lugar de São Jorge
- Igreja Matriz de São Joaninho;
- Capela de Vila Pouca;
- Capela de Casal Bom.

## Instituições
- Clube Recreativo de São Joaninho (criado em 1972).